# 崖の湯温泉
崖の湯温泉（がけのゆおんせん）は、長野県松本市内田（旧国信濃国）と塩尻市片丘に跨る温泉である。欠の湯温泉（かけのゆおんせん）ともいう。

## 概要
高ボッチ山の麓にあり、明治時代に猟師が傷ついた猿が湯につかっているのを見つけたのが始まりとされる。周辺を自然に囲まれ、旅館、ホテルの数が少数な静かな温泉である。このあたりは塩尻市と松本市に跨っており3軒中2軒が塩尻市側にあるがうち1軒は休業中である。

## 泉質・適応
- 泉質 - 硫酸塩泉
- 適応 - 神経痛、婦人病、リウマチなど

## アクセス

### 路線バス
- JR東日本篠ノ井線松本駅より松電バス内田線で約20分「崖の湯口」バス停下車、徒歩1時間以上。

### タクシー
- JR篠ノ井線 広丘駅から約15分。

### 自家用車
- 長野自動車道 塩尻インターチェンジから約15分。国道20号を経て長畝交差点を東へ、塩尻市道東山山麓線、崖の湯口交差点を東へ。
- 広丘駅から長野県道290号南原広丘停車場線、長野県道63号松本塩尻線で約15分。

## 周辺
- 牛伏寺
- 馬場家住宅
- 長野県林業総合センター